# 豊田通商システムズ
豊田通商システムズ株式会社（とよたつうしょうシステムズ、英: TOYOTA TSUSHO SYSTEMS CORPORATION）は、名古屋市中村区に本社を置く、主にトヨタグループを営業ターゲットとして設立された豊田通商グループのグローバルICT（情報通信）企業である。

## 企業概要
2002年（平成14年）4月に発足した株式会社豊通シスコムを源流とする。豊通シスコムは、1984年（昭和59年）7月に豊田通商の電算部が分離独立した豊通情報システム株式会社、並びに1994年（平成6年）3月に同じく豊田通商の情報通信部が分離独立した株式会社豊通テレコムが合併した企業である。
その後、2006年（平成18年）4月にトーメン情報システムズ株式会社及びトーメンテレコム株式会社と合併し、株式会社豊通シスコム（旧）となったが、より専門性を持たせる事を目的として、2018年12月にトヨタグループ向けと豊田通商グループ向けにそれぞれ企業分割を行った。
2019年4月1日付で、豊田通商グループ向けは「株式会社豊通シスコム（新）」が継承し、トヨタグループ向けは「豊田通商システムズ株式会社」として営業活動を行う事となった。

## 企業理念
人・社会・地球との共存繁栄を図り、ICT事業活動を通じて社会に貢献する。

## 沿革
- 2002年（平成14年）4月 - 株式会社豊通テレコムと豊通情報システム株式会社が合併し、株式会社豊通シスコムが発足。
- 2005年（平成17年）
  - 1月 - E-サービス部でISMS（ISO/IEC27001）の認証を取得。
  - 12月 - 新会社TT Network Integration China設立に参画（25%を出資）。
- 2006年（平成18年）
  - 3月 - プライバシーマーク（JISQ15001）の認証を取得。
  - 4月 - トーメン情報システムズ株式会社及びトーメンテレコム株式会社と合併[3]。
- 2008年（平成20年）1月 - アドバンスIT事業本部にて、ISMS（ISO27001）の拡大認証を取得。
- 2009年（平成21年）4月 - 携帯電話事業を分社し、株式会社TDモバイルへ事業譲渡。
- 2018年（平成30年）12月14日 - 分割準備会社（株式会社豊通シスコム（新））を設立[4]
- 2019年（平成31年）4月1日 - 豊通シスコム（現）の商号を豊田通商システムズ株式会社に変更。
- 2025年（令和7年）4月 - MORO TECHNOLOGY 株式会社（以下MTC）の株式35%を取得する戦略的出資を2025年4月に実施[5]

## 役員
- 代表取締役社長　　　 渡辺　廣利
- 取締役（非常勤）　　   松﨑　英治
- 取締役（非常勤）　　   水川　和巳
- 監査役　　　　　　　 岡部　勝彦
- 執行役員　　　　　　 鉄本　隆宏
- 執行役員　　　　　　 戸田　裕章
- 執行役員　　　　　　 山村　淳司
- 執行役員　　　　　　 不破　行浩

## 事業所
- 本社： 〒450-0002　名古屋市中村区名駅4-11-27 シンフォニー豊田ビル[6]
- 国内拠点
  - 東京支店： 〒108-0075　東京都港区港南二丁目5-7　港南ビル
  - 豊田支店： 〒471-0834　愛知県豊田市寿町7-66[6]
  - 大阪オフィス： 〒542-8550　大阪市中央区南船場四丁目3-11　大阪豊田ビル
  - ITセンター： 〒471-0876　愛知県豊田市金谷町3丁目82-2
  - 沖縄センター：〒901-2134　沖縄県浦添市港川512-55 ゆがふBizタワー浦添港川

- 海外7拠点（シンガポール、タイ王国、中華人民共和国、インド、インドネシア、アメリカ合衆国、ヨーロッパ）

## 事業内容
- 海外を含むトヨタグループを中心とした企業向けIT機器およびサービス／クラウドインフラ／エンジニアリングサービスの提供

## 主な出資先
- 株式会社イーウェル
- TOYOTA TSUSHO SYSTEMS SINGAPORE PTE.LTD.
- MORO TECHNOLOGY 株式会社